# Располи, Тао
Тао Располи (англ. Tao Ruspoli; род. 7 ноября 1975 года, Бангкок, Таиланд) — итало-американский кинорежиссёр-документалист и музыкант.

## Биография
Тао Располи — 2-й сын актёра князя Алессандро Русполи и австро-американской актрисы Дебры Бергер. Тао родился в Бангкоке, в Таиланде. Вырос в Риме и Лос-Анджелесе. Окончил Калифорнийский университет в Беркли со степенью бакалавра искусств в области философии.
7 июня 2003 года в городке Вашингтон (штат Виргиния) женился на актрисе Оливии Уайлд. 8 февраля 2011 года пара объявила о разрыве отношений, 3 марта Уайлд подала на развод, который окончательно оформили 29 сентября 2011 года.
Тао — опытный гитарист фламенко и один из основателей Bombay Beach Biennale.
В настоящее время живёт и работает фотографом и режиссёром в городе Ве́нис — пригороде Лос-Анджелеса.

## Фильмография
- Джек (1996) — ассистент постановки
- Булворт (1998) — ассистент художественного отдела
- Танго (1998) — ученик оператора
- Just Say Know (2002) — режиссёр, оператор и редактор фильма
- This Film Needs No Title: A Portrait of Raymond Smullyan (2004) — режиссёр, оператор и редактор фильма
- El Cable (2004) — режиссёр и продюсер фильма
- Flamenco: A Personal Journey (2005) — режиссёр, оператор и кинопродюсер
- Camjackers (2006) — актёр, редактор и исполнительный продюсер
- Фикс (2008) — актёр, сценарист, кинематографист и режиссёр фильма
- Behind the Wheel (2008) — режиссёр фильма
- Being in the World (2009) — режиссёр фильма

## Комментарии
1. ↑  Итальянское произношение — Русполи.